# 宮崎詞美
宮崎 詞美（みやざき ことみ）は、日本の芸術家、絵本作家・研究者。絵本学会、日本国際児童図書評議会（JBBY）、日本展示学会会員。横浜美術大学教授。博士（美術）。川路聖謨の玄孫。川路紳治学習院大学名誉教授・博士（理学）は外叔父。後藤民浩群馬大学教授・博士（物理）は義兄。

## 経歴
- 札幌大谷大学短期大学部 （旧 札幌大谷短期大学）美術学部デザインコース卒業
- 大阪芸術大学 デザイン学部グラフィックデザイン専攻卒業
- 大阪芸術大学美術科造形芸術演習研究室副手
- 京都市立芸術大学大学院 修士課程修了
- 朝日新聞社編集局デザイン部勤務　を経て
- 京都市立芸術大学大学院 博士後期課程修了 博士 取得
- 2006年-2008年 大阪市教育振興公社こどものための博物館キッズプラザ大阪
- 2007年-2015年 神戸芸術工科大学非常勤講師
- 2007年-2010年 横浜美術短期大学准教授
- 2010年-2020年 横浜美術大学准教授
- 2020年-現在　　横浜美術大学教授（イラストレーション専攻・絵本専攻）
- 絵本学会理事・機関誌編集委員、広報委員
- 日本国際児童図書評議会（JBBY）会員

## 受賞
- 京都市立芸術大学大学院 大学院市長賞
- 札幌大谷大学短期大学部 学長賞
- イタリア・ボローニャ国際絵本原画展
- KSCS INTERNATIONAL INVITATION EXHIBITION OF COLOR WORKS 『BEST COLOR AWORD』受賞 他